# Rémi Gomis
Pour les articles homonymes, voir Gomis.
Rémi Gomis est un footballeur international sénégalais né le 14 février 1984 à Versailles (France), évoluant au poste de milieu défensif.

## Biographie

### Carrière en club

#### Formation et débuts au Stade lavallois
Originaire de Fontenay-le-Fleury où il commence le football à 8 ans, il joue au FC Versailles avant d'intégrer en 2000 le centre de formation du Stade lavallois à la suite d'une détection organisée par le club mayennais en région parisienne. Il a 18 ans lorsque Victor Zvunka le lance en D2, le 3 mai 2002.
Il se révèle à partir de la saison 2003-2004 en Ligue 2. Il est alors sous contrat stagiaire, et signe en mai 2004 son premier contrat professionnel, d'une durée d'un an plus deux années optionnelles. Titulaire indiscutable pendant quatre saisons, il est très apprécié des supporters pour ses qualités humaines, et dispute 140 matchs à Laval.

#### Carrière en Ligue 1

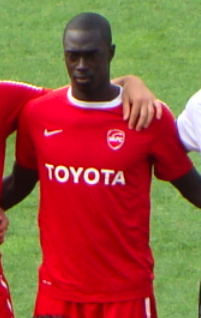
Gomis en 2010.

En 2007, il décide de franchir un palier et de relever le défi que lui propose le SM Caen, club de Ligue 1. Sur le papier, il n'est que le 3e ou 4e choix en milieu défensif et le club normand compte sur lui pour l'avenir. En début de saison, le club est mal en point et Franck Dumas décide de le titulariser lors du match de Coupe de la Ligue du 25 septembre 2007 contre Toulouse, qui voit les jeunes caennais se qualifier contre toute attente. Il réalise un match excellent qui lui ouvre les portes de l'équipe première. Quatre jours plus tard, il est de nouveau titulaire pour la réception de cette même équipe de Toulouse en championnat. La victoire est au rendez-vous (2-1) et Rémi Gomis enchaine les matchs. Endurant et constant, il dispute 24 matchs et marque son premier but en Ligue 1 le 24 novembre 2007 contre Bordeaux (victoire 5-0).
Malgré une bonne deuxième saison, où il découvre le poste de défenseur central, le club normand est relégué en Ligue 2. Il quitte alors la Normandie pour le Valenciennes FC, contre une indemnité estimée à deux millions d'euros.
En février 2013, Rémi Gomis refuse une proposition du Toulouse FC, en juin 2013 il quitte Valenciennes avec pour objectif de jouer en Angleterre.

#### Expérience en Espagne et retour en France

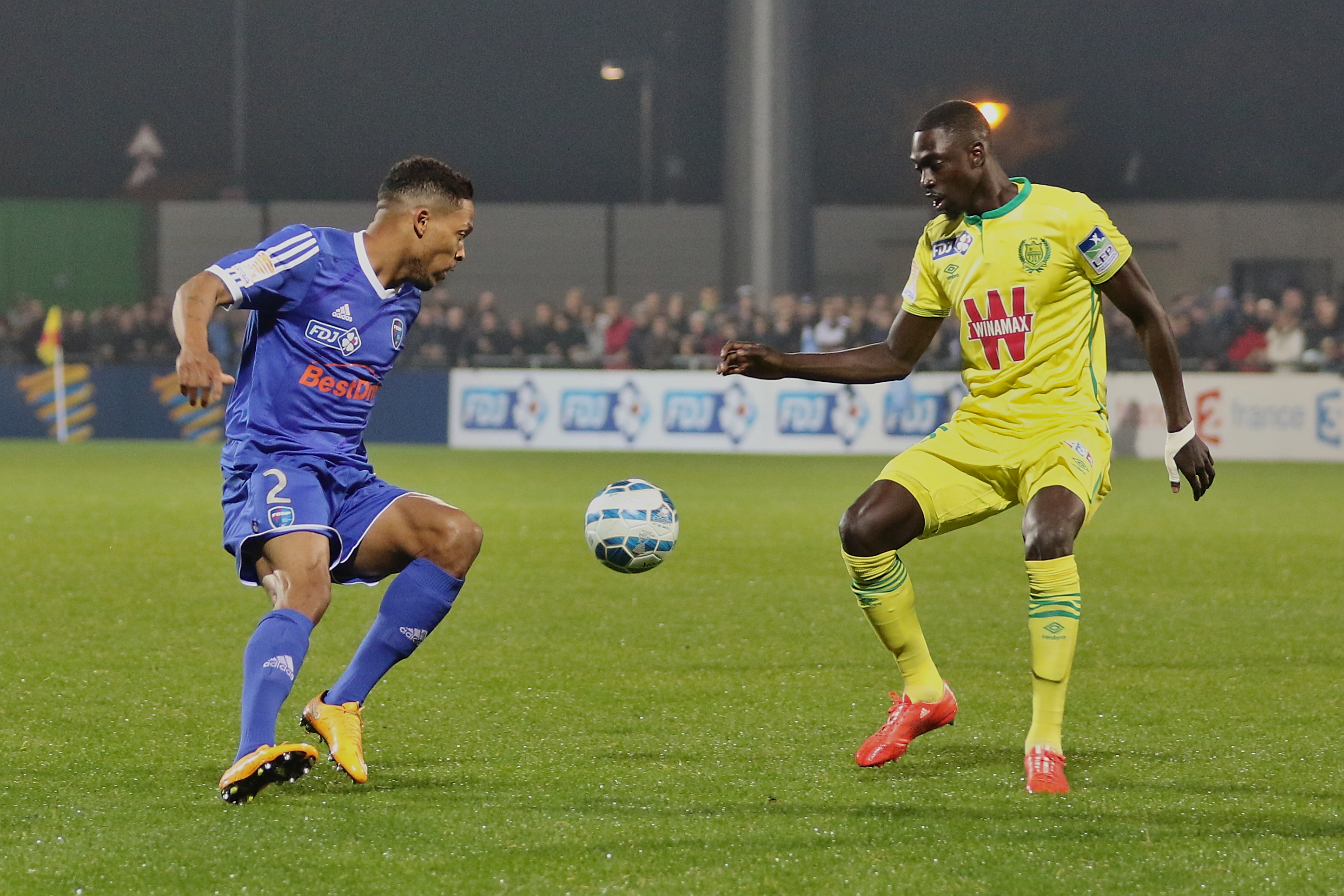
Gomis (à droite) en 2015 avec le FC Nantes.

Le 21 août, Rémi Gomis est présenté comme nouveau joueur de Levante UD où il signe un contrat de deux ans. « J'ai choisi Levante parce que c'est avant tout un bon club. On m'en a parlé comme un club familial. Je connaissais déjà Pape Diop qui joue ici, il facilite mon intégration. Je suis venu en Espagne parce que je sais que c'est un pays où on pratique du beau jeu. J'aime jouer et football et que les équipes pratiques du beau jeu, c'est pour ça que je suis venu ici. » a déclaré Rémi Gomis lors de sa présentation officielle.
Mais après seulement un match disputé en coupe du Roi contre Recreativo de Huelva avec son club de Levante UD, il rejoint, à la fin du mercato hivernal, le FC Nantes en signant un contrat jusqu'en 2016.

### En sélection nationale
Ses parents étant d'origine sénégalaise et bissau-guinéenne, il a été convié par Lamine N'Diaye, sélectionneur du Sénégal, à assister au match Sénégal-Algérie (1-0) de juin 2008. Cette invitation avait pour but, pour Rémi Gomis, « de s'imprégner de la culture locale et de nos valeurs avant de jouer pour le Sénégal ». Il est désormais international sénégalais. En effet, il a honoré sa première sélection le samedi 11 octobre 2008 contre la Gambie (1-1). Il a vécu un match très particulier car le match nul a été synonyme d'élimination des Lions de la Teranga à la Coupe du monde 2010 avec de violents débordements.

## Carrière de joueur
| Saison                | Club                  | Championnat           | Championnat | Championnat | Coupe nationale | Coupe nationale | Coupe de la Ligue | Coupe de la Ligue | Sénégal | Sénégal | Total | Total |
| Saison                | Club                  | Division              | M.          | B.          | M.              | B.              | M.                | B.                | M.      | B.      | M.    | B.    |
| 2001-2002             | Stade lavallois       | Ligue 2               | 1           | 0           | 0               | 0               | 0                 | 0                 | -       | -       | 1     | 0     |
| 2002-2003             | Stade lavallois       | Ligue 2               | 3           | 0           | 0               | 0               | 0                 | 0                 | -       | -       | 3     | 0     |
| 2003-2004             | Stade lavallois       | Ligue 2               | 30          | 3           | 0               | 0               | 1                 | 0                 | -       | -       | 31    | 3     |
| 2004-2005             | Stade lavallois       | Ligue 2               | 34          | 0           | 1               | 0               | 1                 | 0                 | -       | -       | 36    | 0     |
| 2005-2006             | Stade lavallois       | Ligue 2               | 32          | 0           | 2               | 0               | 1                 | 1                 | -       | -       | 35    | 1     |
| 2006-2007             | Stade lavallois       | National              | 36          | 2           | 4               | 0               | 1                 | 0                 | -       | -       | 41    | 2     |
| Sous-total            | Sous-total            | Sous-total            | 136         | 5           | 7               | 0               | 4                 | 1                 | 0       | 0       | 147   | 6     |
| 2007-2008             | SM Caen               | Ligue 1               | 24          | 1           | 0               | 0               | 2                 | 0                 | -       | -       | 26    | 1     |
| 2008-2009             | SM Caen               | Ligue 1               | 29          | 2           | 2               | 0               | 1                 | 0                 | 3       | 0       | 35    | 2     |
| Sous-total            | Sous-total            | Sous-total            | 53          | 3           | 2               | 0               | 3                 | 0                 | 3       | 0       | 61    | 3     |
| 2009-2010             | Valenciennes FC       | Ligue 1               | 36          | 0           | 1               | 0               | 1                 | 0                 | 3       | 0       | 41    | 0     |
| 2010-2011             | Valenciennes FC       | Ligue 1               | 29          | 1           | 0               | 0               | 1                 | 0                 | 4       | 0       | 34    | 1     |
| 2011-2012             | Valenciennes FC       | Ligue 1               | 29          | 3           | 3               | 0               | 0                 | 0                 | 7       | 0       | 39    | 3     |
| 2012-2013             | Valenciennes FC       | Ligue 1               | 27          | 1           | 1               | 0               | 0                 | 0                 | 0       | 0       | 28    | 1     |
| Sous-total            | Sous-total            | Sous-total            | 121         | 5           | 5               | 0               | 2                 | 0                 | 14      | 0       | 142   | 5     |
| 2013-2014             | Levante UD            | Liga BBVA             | 0           | 0           | 1               | 0               | -                 | -                 | 0       | 0       | 1     | 0     |
| Sous-total            | Sous-total            | Sous-total            | 0           | 0           | 1               | 0               | 0                 | 0                 | 0       | 0       | 1     | 0     |
| 2013-2014             | FC Nantes             | Ligue 1               | 9           | 0           | 0               | 0               | 0                 | 0                 | 0       | 0       | 9     | 0     |
| 2014-2015             | FC Nantes             | Ligue 1               | 20          | 0           | 2               | 0               | 3                 | 0                 | 0       | 0       | 25    | 0     |
| 2015-2016             | FC Nantes             | Ligue 1               | 17          | 0           | 3               | 0               | 4                 | 0                 | 0       | 0       | 24    | 0     |
| Sous-total            | Sous-total            | Sous-total            | 46          | 0           | 5               | 0               | 4                 | 0                 | 0       | 0       | 55    | 0     |
| Total sur la carrière | Total sur la carrière | Total sur la carrière | 356         | 13          | 20              | 0               | 13                | 1                 | 17      | 0       | 406   | 14    |